# Campeonato Pan-Americano Juvenil de Ginástica Artística de 2021
O Campeonato Pan-Americano Juvenil de Ginástica Artística de 2021 foi realizado em Guadalajara, México, de 18 a 20 de junho de 2021. A competição foi organizada pela Federação Mexicana de Ginástica e aprovada pela Federação Internacional de Ginástica.

## Medalhistas
| Evento              | Ouro                                                                                | Prata                                                                       | Bronze                                                                          |
| ------------------- | ----------------------------------------------------------------------------------- | --------------------------------------------------------------------------- | ------------------------------------------------------------------------------- |
| Masculino           |                                                                                     |                                                                             |                                                                                 |
| Equipes             | Estados Unidos · Arun Chhetri · Ian Lasic-Ellis · Vahe Petrosyan · Frederic Richard | Colômbia · Ángel Barajas · Jhordan Castro · Manuel López · Sergio Vargas    | Brasil · Yuri Guimarães · Diogo Paes · João Victor Perdigão · Gustavo Pereira   |
| Individual geral    | Frederic Richard (USA)                                                              | Ian Lasic-Ellis (USA)                                                       | Ángel Barajas (COL)                                                             |
| Solo                | Yuri Guimarães (BRA)                                                                | Frederic Richard (USA)                                                      | Ángel Barajas (COL)                                                             |
| Cavalo com alças    | Ángel Barajas (COL)                                                                 | Edward Alarcón (PER)                                                        | Arum Chhetri (USA)                                                              |
| Argolas             | Jabiel Polanco (DOM)                                                                | Arum Chhetri (USA)                                                          | Frederic Richard (USA) Ricardo Torres (MEX)                                     |
| Salto               | Frederic Richard (USA)                                                              | Yuri Guimarães (BRA)                                                        | Jabiel Polanco (DOM) Ricardo Torres (MEX)                                       |
| Barras paralelas    | Ian Lasic-Ellis (USA)                                                               | Manuel López (COL)                                                          | Edward Rolin (VEN)                                                              |
| Barra fixa          | Frederic Richard (USA)                                                              | Diogo Paes (BRA)                                                            | Ángel Barajas (COL)                                                             |
| Feminino            |                                                                                     |                                                                             |                                                                                 |
| Equipes             | Estados Unidos · Kailin Chio · Madray Johnson · Katelyn Jong · Kaliya Lincoln       | Brasil · Gabriela Barbosa · Heloísa Carvalho · Andreza Lima · Gabriela Reis | Argentina · Isabella Ajalla · Nicole Aparicio · Giuliana Mainardi · Zoe Salgado |
| Individual geral    | Katelyn Jong (USA)                                                                  | Madray Johnson (USA)                                                        | Alana Walker (JAM)                                                              |
| Salto               | Katelyn Jong (USA) Kaliya Lincoln (USA)                                             | —                                                                           | Zoe Salgado (ARG)                                                               |
| Barras assimétricas | Katelyn Jong (USA)                                                                  | Madray Johnson (USA)                                                        | Mariangela Flores (MEX)                                                         |
| Trave               | Madray Johnson (USA)                                                                | Katelyn Jong (USA)                                                          | Gabriela Barbosa (BRA)                                                          |
| Solo                | Kaliya Lincoln (USA)                                                                | Kailin Chio (USA)                                                           | Andreza Lima (BRA)                                                              |

## Quadro de medalhas
*   país anfitrião (México)
| Pos.               | País                 | Ouro | Prata | Bronze | Total |
| ------------------ | -------------------- | ---- | ----- | ------ | ----- |
| 1                  | Estados Unidos       | 12   | 7     | 2      | 21    |
| 2                  | Brasil               | 1    | 3     | 3      | 7     |
| 3                  | Colômbia             | 1    | 2     | 3      | 6     |
| 4                  | República Dominicana | 1    | 0     | 1      | 2     |
| 5                  | Peru                 | 0    | 1     | 0      | 1     |
| 6                  | México               | 0    | 0     | 3      | 3     |
| 7                  | Argentina            | 0    | 0     | 2      | 2     |
| 8                  | Jamaica              | 0    | 0     | 1      | 1     |
| 8                  | Venezuela            | 0    | 0     | 1      | 1     |
| Total (9 entradas) | Total (9 entradas)   | 15   | 13    | 16     | 44    |